# Aniela Kallas
Aniela Kallas, właśc. Aniela Korngut(ówna) (ur. 1868 w Galicji, prawdopodobnie w Samborze, zm. ok. 1942 we Lwowie) – polska literatka, publicystka, dramaturg i tłumaczka pochodzenia żydowskiego. Posługiwała się też pseudonimami Juliusz Piasecki i Marian Biliński.

## Życiorys
Pierwsze dzieła Anieli Kallas, pisane jeszcze pod własnym nazwiskiem, publikowano w „Roczniku Samborskim”, skąd prawdopodobnie pochodziła. Absolwentka pensji, została wolną słuchaczką Uniwersytetu Jagiellońskiego; uczęszczała m.in. na wykłady z historii literatury prowadzone przez profesora Stanisława Tarnowskiego. W 1894 przeniosła się do Gdańska i zaczęła pisać dla „Gazety Gdańskiej”. Od 1911 mieszkała we Lwowie, gdzie współpracowała z „Wiekiem Nowym” (do 1930), publikowała również w czasopiśmie „«Jedność». Organ Żydów Polskich”. Początkowo tworzyła pod wpływem twórczości Elizy Orzeszkowej (w 1902 przerobiła jej Meira Ezofowicza na sztukę teatralną). W swojej twórczości podejmowała wątki społeczno-obyczajowe; istotnym elementem jej dzieł są wątki żydowskie (Nasz żydowski światek, 1893; Duch czasu, 1898; Odszczepieńcy, 1909). Podejmowała także tematy historyczne (Rzeź galicyjska, 1896), tłumaczyła teksty z języka niemieckiego. Zainspirowana dramatem Małka Szwarcenkopf autorstwa Gabrieli Zapolskiej, przerobiła go na powieść (wyd. 1927). Przyjaźniła się również z Elizą Orzeszkową, Marią Konopnicką, Leopoldem Meyetem i Ludwikiem Solskim.
Zginęła podczas II wojny światowej w nieznanych okolicznościach – prawdopodobnie w getcie lwowskim.

## Twórczość
W swojej twórczości Aniela Kallas podejmowała ważne tematy społeczne związane z równouprawnieniem kobiet: zakładanie szkół dla ubogich dziewcząt i domów opieki społecznej, walka o prawa wyborcze kobiet, równość małżeńska. Była zwolenniczką polityki asymilacyjnej, czemu dawała wyraz w swojej twórczości nawiązującej do pisarzy polskich, m.in. Adama Mickiewicza. Odwoływała się również do klasyków literatury jidysz – Icchaka Lejbusza Pereca i Szaloma Asza. W jej dziełach dominują wątki obyczajowe: nieudane związki, walka o szczerość relacji małżeńskich, związki pozamałżeńskie (podkreślała istnienie społecznego przyzwolenia na zdradzanie kobiet przez mężczyzn), stereotypy dotyczące roli kobiet, antagonizmy pokoleniowe (szczególnie w relacjach matka-córka). Poruszane w jej twórczości tematy wpisywały się w ówczesny dyskurs feministyczny i emancypacyjny.
Opublikowana w 1931 powieść biograficzna o Gabrieli Zapolskiej Zapolska według Anny Janickiej wyznacza „początek nurtu plotkarsko-gawędziarskiego” w polskim pisarstwie biograficznym. Kallas przedstawiła swoją bohaterkę jako kobietę świadomie prowokującą opinię publiczną i wywołującą liczne skandale, w tym erotyczne.

## Dzieła

### Powieści i zbiory nowel
- Nasz żydowski światek: z pamiętników przyjaciółki (napisana w 1890 w Podgórzu, 1893)
- Pośród bezdroży (1903)
- Męty (1895)
- Nemezys („Rok 1846“, 1896)
- Duch czasu (1898)
- Walka (1904)
- Pożegnanie (1908)
- Ona i oni (1909)
- On i oni wszyscy (1910)
- Córki marnotrawne (1913)
- Dziecko (1914)
- Kobiety uczciwe (1917)
- Czyściec (1921)
- Tajemnica domu towarowego (1922)
- Małka Szwarcenkopf (na podstawie dramatu G. Zapolskiej, 1924)
- Świat obiecany (1927)
- Zapolska (powieść biograficzna, 1931)

### Utwory sceniczne
- Wśród swoich (1905, sztuka ludowa, odznaczona w konkursie, 1901)
- Nędza (1905, dramat grany w Krakowie)
- Żona czy kochanka (1909, komedia)
- Wesoła pani (1905, komedia)
- Odszczepieńcy (1909, dramat)
- Powtórne małżeństwo (1910, dramat)
- Jan Waligóra (1931)
- Meir Ezofowicz (1907, przeróbka sceniczna powieści Orzeszkowej)
- Dwie sztuki szukają dyrektora teatru (Warszawa, 1934)